# Катаріна де Альбукерке
Катаріна де Альбукерке (порт. Catarina de Albuquerque; нар. 1970) — португальська юристка і правозахисниця, яка була першою спеціальною доповідачкою ООН з питань права на безпечну питну воду та санітарію (2008—2014). Після того, як у 2015 році вона стала виконавчим головою організації «Санітарія та вода для всіх» (СВВ), у вересні 2018 року вона була призначена головним виконавчим директором SWA.

## Життєпис
Катаріна де Альбукерке, яка народилася в 1970 році, навчалася в Німецькій міжнародній школі в Лісабоні, перш ніж закінчити юридичний факультет Лісабонського університету. Потім вона здобула ступінь магістра права в Інституті міжнародних досліджень і розвитку в Женеві, що привело її до її перших контактів з ООН.
Катаріна де Альбукерке приєдналася до організації «Санітарія та вода для всіх» у 2014 році та з того часу зміцнила політичну волю на користь води, санітарії та гігієни, а також позиціонувала СВВ як важливий внесок у програму Цілей сталого розвитку.
У липні 2018 року після широкомасштабного аналізу управління СВВ створила посаду головного виконавчого директора, і пані де Альбукерке було обрано на цю посаду в результаті конкурсного процесу. Завдяки своєму стратегічному лідерству як генеральний директор вона є впливовим і потужним захисником СВВ та прав людини на воду та санітарію. Вона очолює секретаріат СВВ та забезпечує стратегічне керівництво, сумісне з його баченням і цілями високого рівня, включаючи всю операційну, виконавчу діяльність і діяльність зі збору коштів.
У 2008 році Рада з прав людини призначила пані де Альбукерке першою спеціальною доповідачкою ООН з питань права людини на безпечну питну воду та санітарію. У 2010 році вона зіграла ключову роль у визнанні води та санітарії правами людини Генеральною Асамблеєю ООН. Її робота допомогла переконатися, що права на воду та санітарію були включені в мову Цілей сталого розвитку.
З 2004 по 2008 рік вона головувала на переговорах щодо Факультативного протоколу до Міжнародного пакту про економічні, соціальні та культурні права, який Генеральна Асамблея ООН схвалила консенсусом 10 грудня 2008 року. Вона також брала участь у розробці кількох інших міжнародних стандартів прав людини, включаючи два факультативні протоколи: один до Конвенції про права дитини щодо участі дітей у збройних конфліктах та один щодо торгівлі дітьми, дитячої порнографії та Дитяча проституція.
Парламент Португалії (10 грудня 2009 року) нагородив її золотою медаллю за права людини за видатну роботу в галузі прав людини. Її діяльність у сфері прав людини також була відзначена Президентом Республіки Португалія орденом Заслуг (жовтень 2009 року), який є визнанням особистої хоробрості, досягнень або служби. Вона має почесний ступінь Університету Кароліни в Чапел-Хіллі, ступінь юриста на юридичному факультеті Лісабонського університету (Португалія) та диплом вищих наук Університетського інституту вищих міжнародних досліджень (Женева, Швейцарія).
Пані де Альбукерке була запрошеною професоркою юридичних факультетів університетів Браги та Коїмбри (Португалія), у Вашингтонському юридичному коледжі Американського університету та в Європейському міжуніверситетському центрі прав людини та демократизації. Вона також була старшою юрисконсульткою Управління документації та порівняльного права, незалежної установи при Генеральній прокуратурі Португалії. Протягом своєї кар'єри вона також працювала на Швейцарське агентство розвитку, Європейську комісію, ЮНІСЕФ і ПРООН. Archived. Вона має досвід роботи в Анголі, Бангладеш, Бразилії, Коста-Риці, Єгипті, Японії, Йорданії, Кенії, Кірибаті, Молдові, Мозамбіку, Намібії, Нікарагуа, Португалії, Румунії, Сенегалі, Словенії, Швейцарії, Таїланді, Східному Тиморі, Тунісі, Тувалу, Уругвай і США.

## Нагороди
У жовтні 2009 року вона отримала орден «За заслуги» від президента Португалії та Золоту медаль за права людини від парламенту Португалії в грудні 2009 року.